# 瀨底恒
瀨底 恒（せそこ つね、1922年（大正11年）1月16日 - 2008年（平成20年）3月3日、女性）は日本の編集者。東京出身。

## 経歴
1922年東京生まれ。1941年、青山学院女子専門部家政科を繰り上げ卒業後、母方の親類であった柳宗悦を頼って日本民藝館に勤務。1952年にアメリカに留学し、1955年、オクシデンタル・カレッジを卒業。1959年には南カリフォルニア大学大学院を修了した。この間、自身の論文『グリーン兄弟のデザインへの日本建築の影響』でも扱ったグリーン兄弟や、柳宗悦の海外講演で通訳などを担当しハーバート・バイヤーらに出会う。
1952年に日本に帰国。世界デザイン会議（WoDeCo）事務局次長として丹下健三、浅田孝に協力。語学力を生かし、主に海外デザイナーとの交渉を勤めた。
1962年にコスモ・ピーアールに入社。多数の企業広報誌を手がけ、ユージン・スミス、クリストファー・アレグザンダーといった人物、またナショナル・トラストの思想などを日本に紹介した。1964年には竹中工務店の企業広報誌『approach』を田中一光、石元泰博らと共に創刊。1981年にはマツダ・カルチャー・ブック・シリーズを編集・制作。吉田光邦、田中一光らと共に日本文化を積極的に海外に発信した。
1996年にコスモ・ピーアール退社。2004年には瀨底の業績について80人の友人が寄稿した書籍『瀨底恒をめぐる100人のボーイフレンド・ガールフレンド』が発起人・ケン石井、石元泰博、伊藤ていじ、川添登、篠田桃紅、松田妙子、三宅一生、柳宗理、世話人・内海禎子、川島瑠璃、薩摩章子、水上町子によって私家版として発行された。2008年3月3日逝去。
2011年、竹中工務店の運営するギャラリーA4にて展覧会「Thought in Japan──700通のエアメール「瀬底恒が結んだ世界と日本」」が開催。された。

## 編集に携わった書籍・雑誌

### 企業広報誌
- 『Age of tomorrow』（日立製作所、1961年〜）
- 『Japan …a chapter of image』（日立製作所、ユージン・スミス、1961年）
- 『Yawata News』（八幡製鐵、1961年〜）
- 『approach』（竹中工務店、1964年〜）
- 『The World of Chain Anchor』（九六産業、1975年）
- 『P&P』（日本電気硝子、1976年）
- 『Lifescape』（岡村製作所、1977年）
- 『日建設計の歴史』（日建設計、1980年）
- 「マツダ・カルチャー・ブック・シリーズ」（マツダ、1981年〜1992年）
  - 『The Wheel : A Japanese History』（1981年）
  - 『The Compact Culture : The Ethos of Japanese Life』（1982年）
  - 『The Hybid Culture : What Happened When East and West Met』（1984年）
  - 『The Culture of Anima : Supernature in Japanese Life』（1985年）
  - 『The Peoples's Culture : from Kyoto to Edo』（1986年）
  - 『Asobi : The Sensibilities at Play』（1987年）
  - 『Naorai : Communion of the Table』（1989年）
  - 『Tsukuru : Aesthetics at Work』（1981年）
  - 『Wabi Sabi Suki : The Essence of Japanese Beauty』（1993年）
- 『NYの玉三郎』（マツダ、1984年）
- 『Hiroshima and beyond』（マツダ、1985年）
- 『Hiroshima with Nature』（マツダ、1986年）
- 『Japanese Gardens』（日立製作所、1990年）

など

### その他の海外広報誌
- 『The Rice Cycle : the grain that created a culture 』（JETRO、1974年）

- 『The I-Ro-Ha of Japan : An Alphabetical Interpretation of Japanese Concepts.』（アスペン国際デザイン会議、1979年）

など

## 受賞
- 自身が創刊、編集に携わった竹中工務店の広報誌『approach』で全国PR誌コンクール最優秀賞（1965年）、ADC賞銅賞、全国ポスター・カタログ展優秀賞（1967年）、I.C.I.E最優秀賞（1969年）、全国PR誌コンクール高水準持続賞（1982年）ほか[2]

## 関連書籍
- 『瀨底恒を巡る100人のボーイフレンド・ガールフレンド──戦後日本のデザイン界を支えた瀨底恒さん』（2004年）
- 『THOUGHT IN JAPAN 700通のエアメール─瀬底恒が結んだ世界と日本─』（2011年、GALLERY A4）